# 冯牧文学奖
冯牧文学奖，是为纪念中国著名文学评论家冯牧，扶植新人、促进文学事业繁荣发展的遗愿而设，由中华文学基金会冯牧文学专项基金理事会设立的全国性文学奖项，该奖设青年批评家、文学新人和军旅文学三个奖项，首届冯牧文学奖于2000年颁发。
根据评奖规则该奖每年举办一次，并在2000年首届之后，于2001年、2002年又连续举办第二届和第三届，但2003年第三届之后不明原因停办14年。2016年举办第四届。2018年举办第五届。

## 历届获奖名单

### 第一届冯牧文学奖
- 青年批评家奖：
  - 李洁非（北京）
  - 洪治纲（浙江）
  - 李敬泽（北京）

- 文学新人奖：
  - 红柯（陕西）
  - 徐坤（北京）

- 军旅文学奖：
  - 朱苏进（南京军区）
  - 邓一光（湖北）
  - 柳建伟（河南）

### 第二届冯牧文学奖
- 青年批评家获奖者：
  - 何向阳
  - 闫晶明
  - 谢有顺

- 文学新人奖获奖者：
  - 刘亮程
  - 毕飞宇
  - 祁智

- 军旅文学创作奖获奖者：
  - 莫言
  - 乔良
  - 朱秀海

### 第三届冯牧文学奖
- 青年批评家奖：
  - 郜元宝
  - 吴俊
  - 李建军

- 文学新人奖：
  - 雪漠
  - 周晓枫
  - 孙惠芬

- 军旅文学创作奖：
  - 周大新
  - 李鸣生
  - 苗长水

### 第四届冯牧文学奖
- 魏微
- 徐则臣
- 杨庆祥

### 第五届冯牧文学奖
- 石一枫
- 鲁敏
- 李云雷